# باب ری
رابرت کیت ری یا باب ری (به انگلیسی: Robert Keith "Bob" Rae) (زادهٔ ۲ اوت ۱۹۴۸ در اتاوا) سیاستمدار کانادایی است.

## زندگی سیاسی
ری از ۱۹۸۷ تا ۱۹۸۲ عضو حزب نیودمکرات (NDP) بود، سپس به فعالیت سیاسی استانی روی آورد و رهبری حزب نیودمکرات استان انتاریو را از ۷ فوریه ۱۹۸۲ تا ۲۲ ژوئن ۱۹۹۶ به عهده داشت. او از ۱ اکتبر ۱۹۹۰ تا ۲۶ ژوئن ۱۹۹۵ به عنوان بیست‌ویکمین نخست‌وزیر استان انتاریو خدمت کرد و اولین فردی بود که رهبری دولت استانی نیودمکرات‌ها را در شرق منیتوبا به عهده گرفت. ابتکارات او در طول خدمت در میان طرفداران سنتی نیودمکرات از محبوبیت کمی برخوردار بود و اختلاف نظر او با چپ‌گرای‌های حزب به استعفا از NDP و پیوستنش به حزب لیبرال کانادا انجامید. در سال ۲۰۰۶ ری یکی از کاندیداهای رهبری حزب لیبرال بود و در رای‌گیری مقام سوم را کسب کرد. باب ری در ۳۱ مارس، ۲۰۰۸ به عنوان نماینده لیبرال وارد پارلمان کانادا شد و در انتخابات سراسری ۲۰۱۱ برای بار دیگر نمایندگی مرکز تورنتو را بر عهده گرفت.
او مشاور امین ملکه (الیزابت دوم) در کانادا (PC)، دارای نشان‌های (OC) و (OOnt)، مشاور ملکه (QC) و نماینده پارلمان (MP) است. او نماینده مرکز تورنتو در پارلمان کانادا و رهبر کنونی حزب لیبرال کانادا است.

## خانواده
ری متولد شهر اتاوا در استان انتاریو کانادا است. مادر او لوئیس استر جرج و پدرش سال ری دیپلمات برجسته کانادایی در واشینگتن، ژنو، نیویورک، مکزیکو و لاهه بود. پدر یهودی hسکاتلندی‌تبار او تحت تعالیم کلیسای انگلستان پرورش یافته بود. برادر باب، جان نایب‌رئیس کمپانی Power Corporation و عضو برجستن حزب لیبرال است. او از ۱۹۹۳ تا ۲۰۰۳ مشاور جین کریژن (بیستمین نخست‌وزیر کانادا) بود. برادر کوچکتر ری، دیوید در ۱۹۹۷ به سرطان بافت لنفاوی مبتلا شد و با وجود پیوند مغز استخوان برادرش به وی در سال ۱۹۸۹ بر اثر سرطان خون در ۳۲ سالگی درگذشت. خواهر باب، جنیفر سال‌ها زیادی برای کمپانی IMAX کار می‌کرد و اکنون بازنشسته می‌باشد.

## مدارج افتخاری
باب ری موفق به اخذ چندین مدرک از مراکز معتبر دانشگاهی شده.
- دانشگاه کوئینز در کینگستون، انتاریو (دکترای حقوق|LL.D) در ۲۵ می، ۲۰۰۶
- دانشگاه مک‌مستر در همیلتون انتاریو (دکترای حقوقLL.D) در ۸ ژوئن، ۲۰۰۶
- جامعه مدنی در آپر کانادا (انتاریو کنونی) دکترای حقوق(LLD) (hc)
- دانشگاه اسامپشن (وینزور): دکترای حقوق (LLD) (hc)